# Hổ Đông Dương
Hổ Đông Dương hay hổ Corbett (danh pháp khoa học: Panthera tigris corbetti) là một phân loài hổ sống chủ yếu ở bán đảo Đông Dương, được tìm thấy tại Campuchia, Lào, Myanma, Thái Lan và Việt Nam. Tên gọi "hổ Corbett" có nguồn gốc từ tên gọi khoa học của nó là Panthera tigris corbetti, và tên gọi này được đặt vào năm 1968 để ghi công nhà bảo tồn nổi tiếng Jim Corbett.

## Đặc điểm
Hộp sọ của hổ Đông Dương nhỏ hơn hổ Bengal; bộ lông có màu nền tối hơn với các sọc đơn ngắn hơn và hẹp hơn. Về kích thước cơ thể, chúng cũng nhỏ hơn hổ Bengal và hổ Siberi. Hổ Đông Dương đực trưởng thành dài khoảng 2,55 – 2,85 m (8,37-9,35 ft), cân nặng khoảng 150-195 kg (330-430 lb), và có chiều dài hộp sọ tối đa khoảng 319-365 mm (13-14 inch). Một con hổ đực trưởng thành trung bình dài khoảng 2,74 m (9 ft) và cân nặng khoảng 180 kg (400 lb). Mặc dù vậy, một số cá thể lớn có thể cân nặng trên 250 kg (550 lb).
Hổ Đông Dương cái trưởng thành dài khoảng 2,30-2,55 m (7,55-8,37 ft), cân nặng 100–130 kg (221-287 lb), với hộp sọ dài tối đa 275–311 mm (11-12 inch). Một con hổ cái trưởng thành trung bình dài khoảng 2,44 m (8 ft) và cân nặng khoảng 115 kg (250 lb).
Sau khoảng từ 3 - 4 tháng, Hổ Đông Dương cái sẽ sinh con, một lứa khoảng năm con Hổ Đông Dương con. Hổ Đông Dương mới sinh nặng khoảng 1 kg (2 Ib). Hổ Đông Dương sẽ bú sữa mẹ trong 18 tháng đầu, sau đó chuyển qua ăn thịt. Sau 18 tháng, chúng bắt đầu tự săn mồi.

## Môi trường sinh sống
| Quốc gia  | Dự đoán | Tối đa | Mức độ |
| --------- | ------- | ------ | ------ |
| Campuchia | 10-20   | 30     | Khá    |
| Lào       | 10-20   | 50     | Khá    |
| Myanmar   | 85-100  | 100    | Khá    |
| Thái Lan  | 100-200 | 200    | Khá    |
| Việt Nam  | 30-50   | 25     | Khá    |
| Tổng cộng | 100-200 | 655    | Kém    |

Hổ Đông Dương có thể sống được trong môi trường rừng, đồng cỏ, núi và đồi. Tuy nhiên, chúng thích phần lớn các sinh cảnh rừng như rừng mưa nhiệt đới, rừng thường xanh, rừng rụng lá, rừng lá rộng khô cận nhiệt đới và nhiệt đới.
Từ những năm 1960 trở về trước, hổ Đông Dương xuất hiện khắp các vùng núi ở Việt Nam, thậm chí cả vùng trung du và hải đảo, nhưng hiện nay chỉ còn sinh sống chủ yếu ở Myanmar và Thái Lan. Trong báo cáo của Chính phủ Việt Nam tại Diễn đàn Hổ năm 2004, hổ chỉ còn sống trên 17 tỉnh và chúng đang sống trong những khu vực rừng bị chia cắt và suy thoái nghiêm trọng. Hổ vẫn hiện diện ở 14 khu bảo tồn trong những năm 1990, nhưng đã không còn được ghi nhận tồn tại trong môi trường hoang dã ở Việt Nam kể từ năm 1997. Dữ liệu có sẵn cho thấy không còn nhiều con hổ được sinh sản ở Campuchia, Việt Nam. Vườn quốc gia Pù Mát từng có đến 17 cá thể hổ Đông Dương vào cuối thập niên 1990, nhưng số lượng ngày càng suy giảm. Theo thống kê từ các Chi cục Kiểm lâm Việt Nam năm 2001, quần thể hổ trong toàn quốc ước tính có thể còn trên 100 con. Tuy nhiên, chỉ sau gần 10 năm vào thời điểm cuối năm 2010, Trung tâm Giáo dục về Thiên nhiên với trụ sở tại Hà Nội ước tính số hổ rừng tại Việt Nam đã xuống còn ít hơn 30 con. Đến năm 2016, số lượng hổ Việt Nam chỉ còn 5 cá thể theo ước tính của Liên minh bảo tồn thiên nhiên quốc tế (IUCN), khiến quốc gia này đang phải đối diện với khả năng lớn hổ đã tuyệt chủng trong tự nhiên.
Tại Lào, 14 con hổ đã được ghi nhận tại Khu bảo tồn Quốc gia Nam Et-Phou Louey trong các cuộc khảo sát từ năm 2013 đến năm 2017 bao gồm bốn khu rừng bán thường xanh và thường xanh khoảng 200 km2 (77 sq mi) nằm xen kẽ với một số khoảnh đồng cỏ. Ở Lào, không có con hổ nào được nhìn thấy kể từ năm 2013, khi quần thể của nó ước tính chỉ có hai con, và hai cá thể này đã biến mất ngay sau năm 2013 khỏi Khu bảo tồn quốc gia Nam Et-Phou Louey, cho thấy nhiều khả năng chúng đã bị giết bằng bẫy hoặc súng.
Ở miền đông Campuchia, hổ được ghi nhận lần cuối tại Rừng bảo vệ Mondulkiri và Vườn quốc gia Virachey trong các cuộc khảo sát từ năm 1999 đến năm 2007. Ở Trung Quốc, hổ từng sinh sống ở tỉnh Vân Nam và huyện Mêdog, những nơi có lẽ chúng không còn tồn tại cho đến ngày nay. Tại Khu bảo tồn Thiên nhiên Shangyong của Vân Nam, ba cá thể đã được phát hiện trong các cuộc khảo sát được thực hiện từ năm 2004 đến năm 2009.

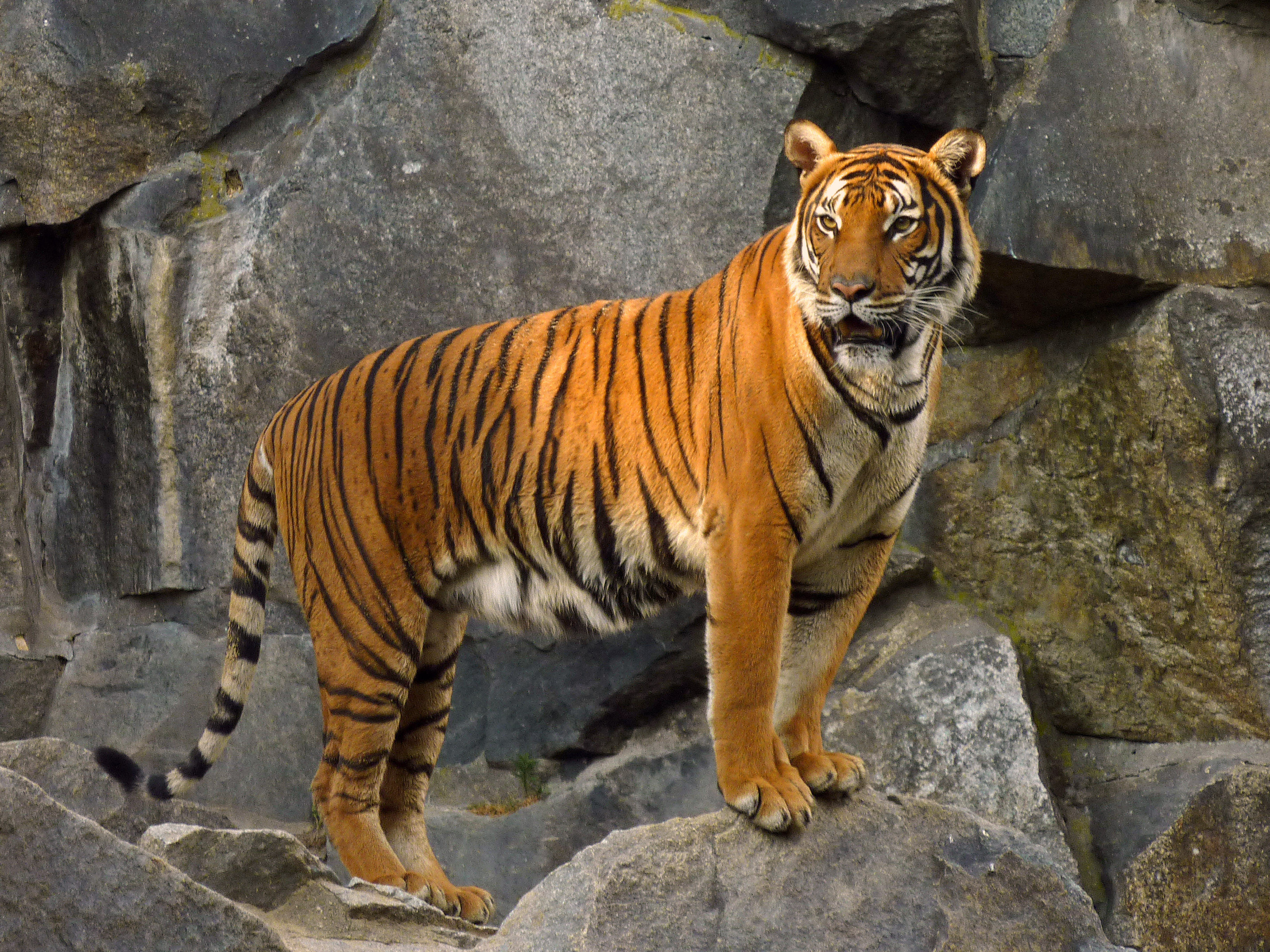
Hổ Đông Dương ở vườn thú Tierpark Berlin, Đức.

Tại Myanmar, hổ được phân bố trên khắp đất nước và giữa các bang. Đất nước này là nơi sinh sống của hai quần thể hổ, hổ Bengal và hổ Đông Dương. Năm 1996, quần thể hổ tại Myanmar bao gồm 60% hổ Bengal và 40% hổ Đông Dương. Sự phân chia sinh thái tự nhiên cho hai quần thể này được giả định là ở hai bên bờ sông Irrawaddy, nhưng không có bằng chứng khoa học nào cho giả thuyết đó. Sự hiện diện của hổ Đông Dương đã được xác nhận tại thung lũng Hukawng, khu bảo tồn Động vật Hoang dã Tamanthi và ở hai khu vực nhỏ ở vùng Tanintharyi. Đồi Tenasserim là một khu vực sinh sống quan trọng của chúng, nhưng rừng đang bị tàn phá ở đó. Vào năm 2015, hổ đã được ghi lại bằng bẫy máy ảnh lần đầu tiên trong các khu rừng đồi của bang Kayin. Các cuộc khảo sát bẫy ảnh từ năm 2014 đến năm 2019 cho thấy ba hổ con đã được chụp ảnh trong Khu bảo tồn Động vật Hoang dã Htamanthi. Các cuộc điều tra bẫy ảnh từ năm 2016 đến năm 2018 cho thấy khoảng 22 cá thể ở ba địa điểm đại diện cho 8% môi trường sống tiềm năng của hổ trong cả nước, ước tính khoảng 12 triệu mẫu Anh, tức là chiếm khoảng 7% diện tích cả nước. Ngoài ra, cuộc điều tra quần thể này chỉ bao gồm các cá thể trưởng thành và gần trưởng thành, vì vậy quần thể có thể cao hơn. Nhưng do sự xa xôi của một số khu vực và những khu vực khác bị giới hạn do xung đột vũ trang, việc thu thập dữ liệu rất nguy hiểm. Vì vậy, rất khó để biết được số lượng thực và khảo sát môi trường sống của hổ tại Myanmar.
Hơn một nửa quần thể sống sót trong Khu liên hợp rừng phía Tây ở Thái Lan, đặc biệt là trong khu vực của khu bảo tồn hoang dã Huai Kha Khaeng. Môi trường sống ở đây của chúng bao gồm rừng lá rộng ẩm nhiệt đới và cận nhiệt đới. Vào tháng 3 năm 2017, một quần thể sinh sản của hổ bao gồm 17 cá thể được phát hiện trong một công viên quốc gia ở khu vực phía đông, thuộc tổ hợp rừng Dong Phayayen-Khao Yai. Phát hiện này được xem là "kỳ diệu", đặc biệt khi người ta nghĩ rằng hổ Thái Lan chỉ còn sống sót ở khu vực phía tây. Mật độ quần thể ở Vườn quốc gia Thap Lan, Vườn quốc gia Pang Sida và Khu bảo tồn động vật hoang dã Dong Yai được ước tính là 0,32–1,21 cá thể trên 100 km2 (39 sq mi).
Kết quả của một nghiên cứu sử dụng 134 mẫu từ hổ trên toàn cầu cho thấy giới hạn phân bố lịch sử ở tây bắc của hổ Đông Dương là vùng ở đồi Chittagong và lưu vực sông Brahmaputra, tiếp giáp với vùng sinh sống lịch sử của hổ Bengal. Hổ được ghi nhận tại khu bảo tồn hổ Pakke và vườn quốc gia Namdapha ở Arunachal Pradesh.

## Tập tính

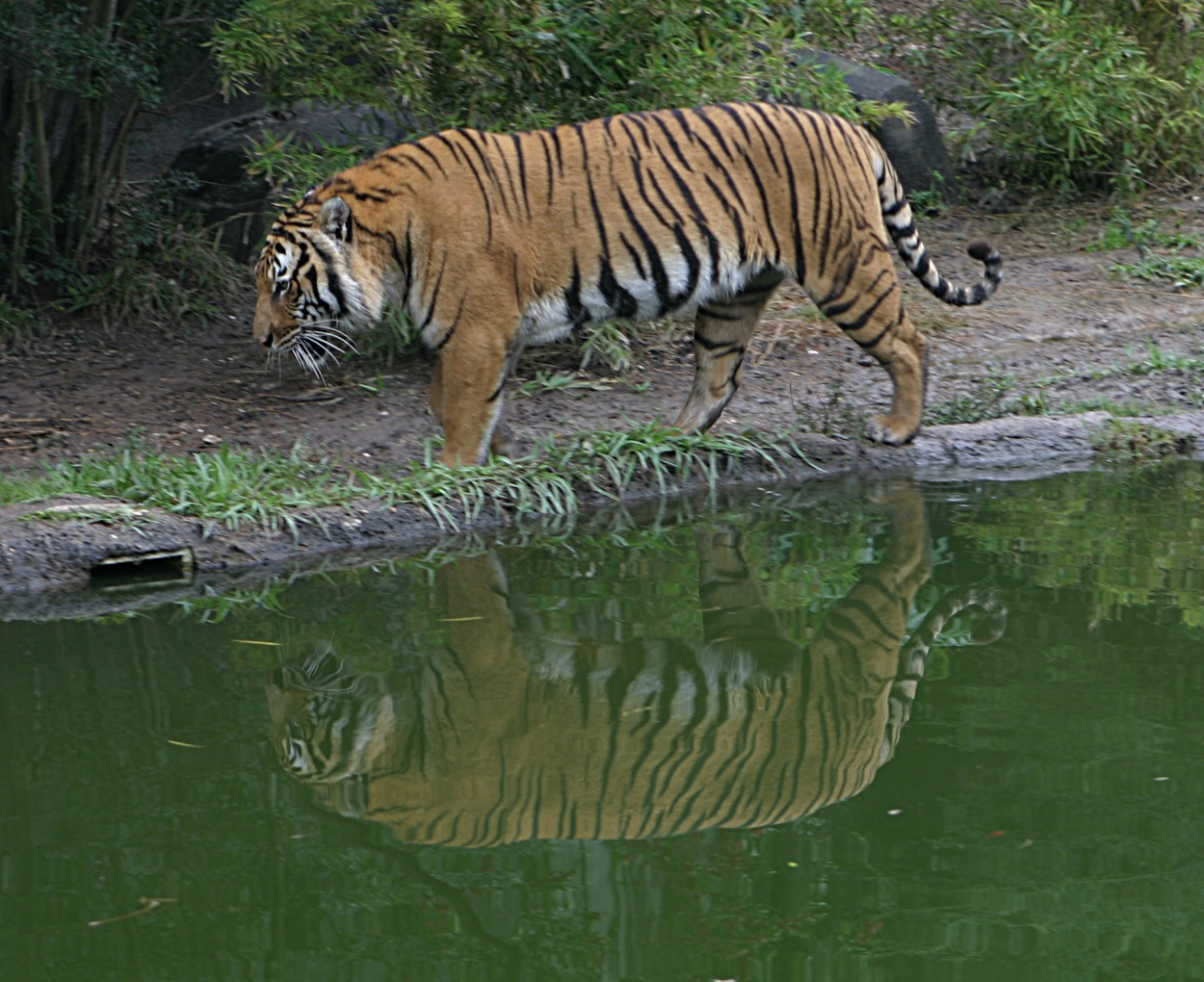
Hổ Đông Dương ở vườn thú Houston, Hoa Kỳ.

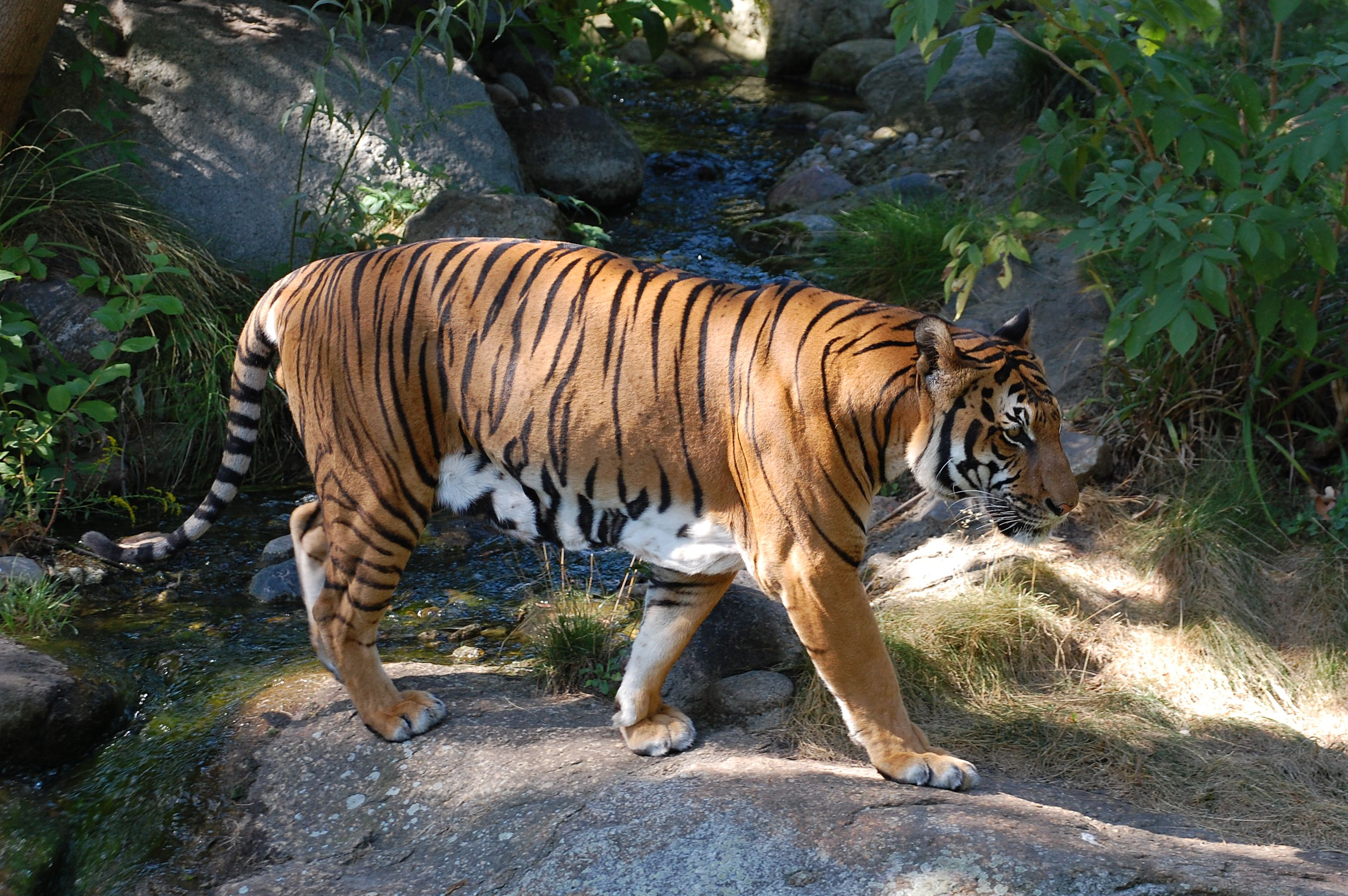
Một con hổ chưa trưởng thành

Hổ Đông Dương sống đơn độc ẩn dật trong rừng sâu với địa hình đồi núi, phần lớn trong số đó nằm dọc theo biên giới giữa các quốc gia. Lối vào các khu vực này thường xuyên bị hạn chế cũng như ít nhà sinh vật học được cho phép vào để nghiên cứu thực địa. Vì lý do này, người ta biết tương đối ít về tình trạng, tập tính, hành vi của phân loài hổ này trong tự nhiên.
Hổ Đông Dương chủ yếu săn các loài động vật móng guốc hoang dã cỡ vừa và lớn. Nai, lợn rừng, sơn dương, và các loài lớn thuộc họ Trâu bò như bò banteng và những con bò tót chưa trưởng thành bao gồm phần lớn chế độ ăn của loài hổ này. Tuy nhiên, hầu hết các quần thể động vật lớn ở Đông Nam Á đã bị cạn kiệt nghiêm trọng do săn bắn bất hợp pháp, kết quả là dẫn đến "hội chứng rừng trống" - tức là những khu rừng được trồng lại nguyên vẹn như trước, nhưng phần lớn nhiều loài động vật đã không còn sinh sống ở đó nữa. Một số con mồi thông thường khác của hổ, chẳng hạn như bò xám và hươu Schomburgk, đã tuyệt chủng; và nai cà tông, hươu vàng và trâu nước hoang dã chỉ còn xuất hiện trong một vài quần thể di cư. Trong môi trường sống như vậy, hổ buộc phải săn những con mồi nhỏ hơn, chẳng hạn như mang, nhím, tê tê, khỉ Macaca, khỉ ngón cái và lửng lợn. Những con mồi nhỏ như thế chỉ đủ đáp ứng nhu cầu năng lượng để tồn tại của một loài động vật ăn thịt lớn như hổ, chứ không đủ để giúp hổ có thể sinh sản tốt. Yếu tố này, cùng với nạn săn bắt hổ để phục vụ cho y học cổ truyền Trung Quốc, là những nguyên nhân chính dẫn đến sự suy giảm số lượng của hổ Đông Dương trong suốt phạm vi của nó.

### Sinh sản

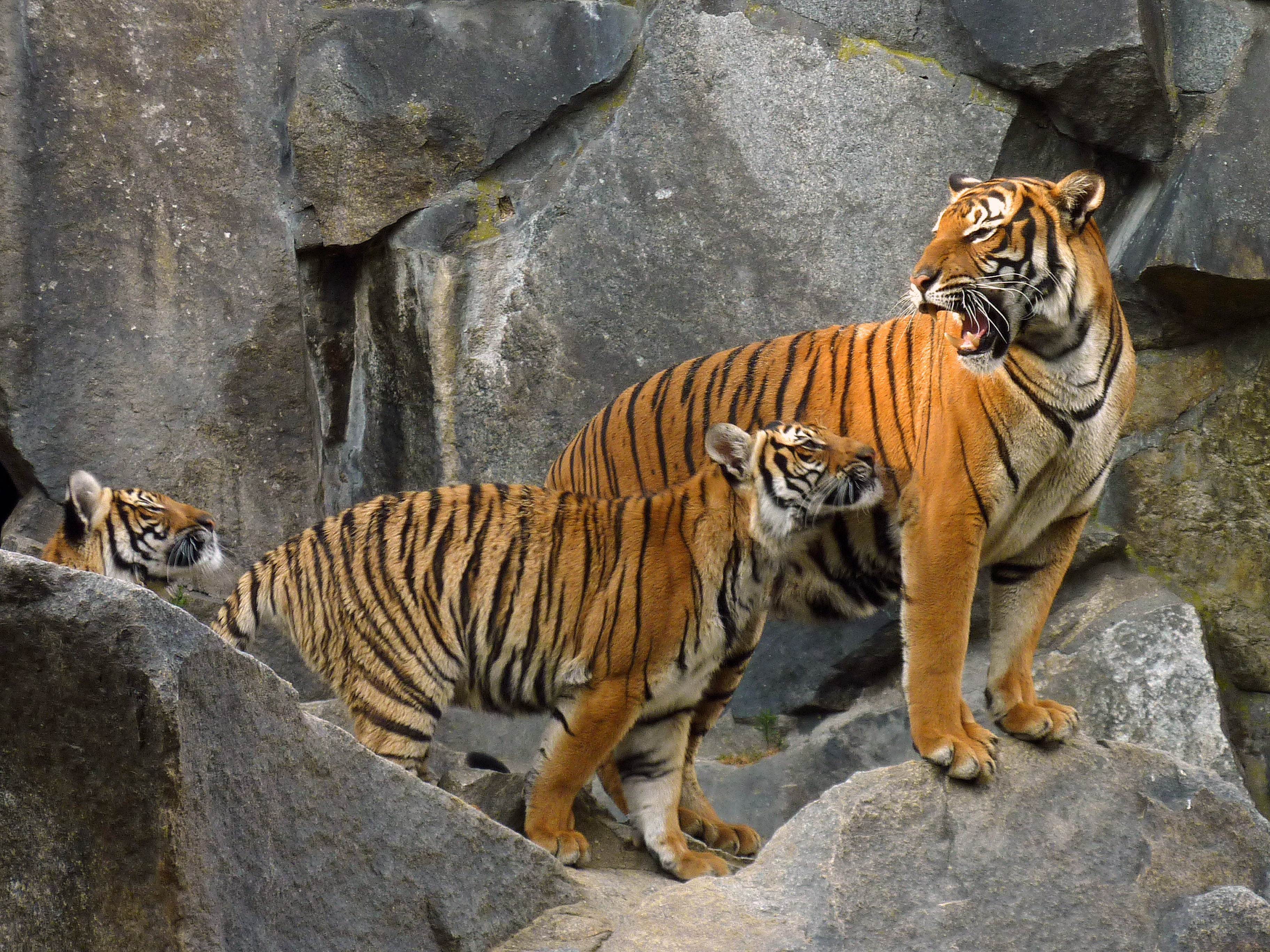
Hổ cái và con của nó ở Tierpark Berlin

Hổ Đông Dương giao phối quanh năm, nhưng thường xuyên nhất trong tháng 11 đến đầu tháng Tư. Sau một thời gian mang thai 3,5 tháng, khoảng 103 ngày, một con hổ cái có khả năng sinh bảy con. Tuy nhiên, trung bình một con cái sẽ chỉ sinh ba. Đàn hổ con được sinh ra với đôi mắt và tai của chúng còn đóng cho đến khi chúng bắt đầu mở và hoạt động chỉ vài ngày sau khi sinh. Trong năm đầu tiên của cuộc đời, tỷ lệ tử vong là 35%, và 73% những trường hợp tử vong ở hổ mới sinh là toàn bộ lứa đẻ. Tỷ lệ tử vong ở hổ mới sinh thường là kết quả của hỏa hoạn, lũ lụt hoặc bị giết bởi những con hổ trưởng thành khác. Ngay từ 18 tháng đối với một số cá thể nhưng sau 28 tháng đối với hầu hết trường hợp, đàn hổ con sẽ tách khỏi mẹ và bắt đầu tự đi săn và sống một mình. Con cái của các phân loài đạt đến tuổi trưởng thành lúc 3,5 tuổi trong khi con đực mất đến 5 năm để đạt đến sự trưởng thành về sinh dục.
Tuổi thọ của chúng có thể dao động từ 15 đến 26 năm tùy thuộc vào các yếu tố như điều kiện sống và cho dù trong môi trường hoang dã hay bị giam cầm. Do số lượng suy giảm của chúng, hổ Đông Dương được biết là giao phối cận huyết, giao phối với các thành viên gia đình ngay lập tức. Việc lai cận huyết trong phân loài này đã dẫn đến các gen bị suy yếu, làm giảm số lượng tinh trùng, vô sinh và trong một số trường hợp dị tật như hở hàm ếch, nheo mắt, mắt chéo.

## Tấn công con người
Những cuộc xung đột giữa hổ Đông Dương và con người là tương đối ít do lối sống ẩn dật trong rừng của chúng. Tuy nhiên, những hậu quả mà chúng gây ra trong những lần hiếm hoi tấn công người là không hề nhỏ. Thông thường hổ Đông Dương không xem con người là đối tượng để săn mồi, nhưng khi khan hiếm thức ăn trong môi trường tự nhiên, chúng có thể mò đến những bản làng gần đó để bắt gia súc và thậm chí cả người nếu điều kiện cho phép. Điều này khiến dân làng ở nhiều nơi đã có tục thờ hổ để cầu nguyện cho chúng không quấy phá cuộc sống của họ.
Tại Việt Nam, có trường hợp đã được thông báo về một con hổ đực lớn bị giết năm 1984 gần Biên giới Lào–Việt Nam. Con hổ này dài tổng cộng 2,8 m (9 ft) và cân nặng khoảng 250 kg (550 lb), đã khủng bố các khu làng trong lãnh thổ của nó trong nhiều năm trước khi bị bắn hạ. Nó đã giết chết trên 10 con trâu trong các làng, cho dù có những cố gắng của cư dân địa phương để ngăn chặn điều này. Người ta nói rằng tại một làng đã dựng lên hàng rào cao 3 m (9,8 ft) xung quanh nơi nhốt gia súc, nhưng con hổ này vẫn có thể nhảy qua, giết chết một con bê, và nhảy ngược trở ra khi mang theo con vật xấu số nặng khoảng 60 kg (130 lb). Con hổ này cuối cùng đã bị giết khi dân làng đặt bẫy tại xác một con trâu. Nó bị sa bẫy khi định tha con trâu đi và bị dân làng xả súng bắn hạ. Tuy vậy, xác con hổ chỉ được tìm thấy tại một dòng suối cách đó khoảng 2 km (1,2 dặm Anh).
Con hổ Đông Dương được biết đến nhiều nhất là hổ có ba móng ở những cánh rừng thuộc Đông Nam Bộ trong thời kì chiến tranh Đông Dương. Đây là một con hổ đã già, bị gãy móng. Vì sức yếu, không còn nhanh nhẹn nên không còn bắt được những con mồi quen thuộc, nó đành ăn xác tử sĩ trên chiến trường khi ấy, sau quen mùi nên mò về làng bắt người ăn thịt. Chỉ chưa đầy hai tháng, nó đã cướp đi hơn 50 mạng người. Có thông tin ước tính con hổ này đã ăn thịt trên 100 người. Trang tin điện tử của chính quyền tỉnh Đồng Nai cho rằng nó đã ăn thịt đến 106 người. Sau nhiều lần tìm cách ứng phó, đội săn hổ cùng với nhiều người dân cuối cùng đã tiêu diệt được con hổ nguy hiểm này.
Hổ Đông Dương cũng được ghi nhận đã tấn công người trong vườn thú. Năm 2009, ở khu du lịch Đại Nam, một con hổ Đông Dương đã bất ngờ nhảy từ chuồng của nó sang chuồng trống bên cạnh và tấn công ba nhân viên đang trồng cây ở đó khiến 1 người chết, 1 người bị thương nặng.

## Các đe dọa

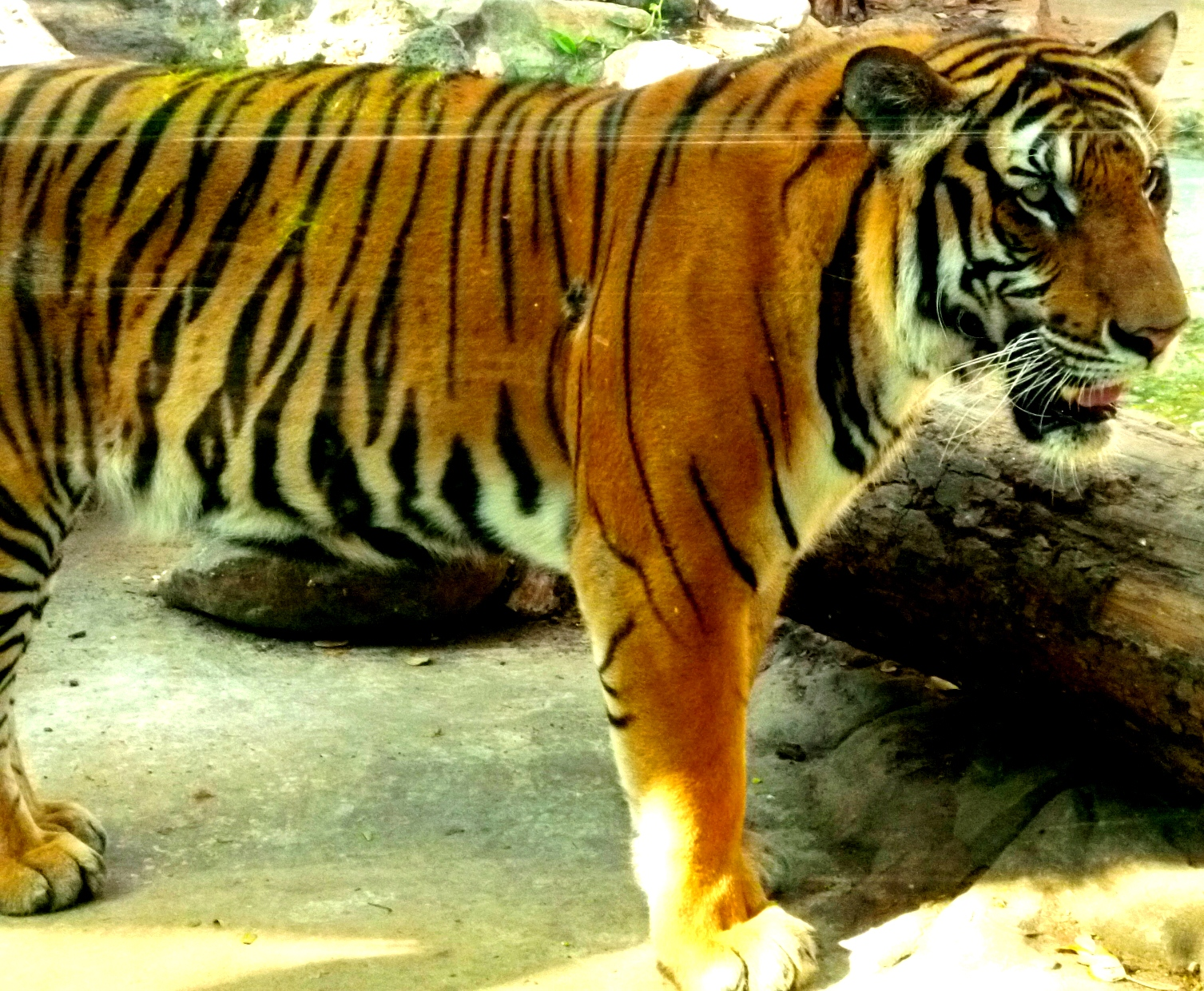
Hổ Đông Dương tại Thảo cầm viên Sài Gòn.

Người ta ước tính quần thể hổ Đông Dương tự nhiên chỉ còn khoảng 300-400 con, nhưng có lẽ nằm ở nửa dưới của khoảng này. Quần thể lớn nhất có tại Thái Lan, là nơi mà việc săn bắn trộm đã bị kiểm soát chặt chẽ, nhưng tất cả các quần thể khác còn lại hiện đang ở tình trạng cực kỳ rủi ro do bị phân mảng (cô lập) môi trường sống cũng như do giao phối đồng huyết. Nó đã được liệt kê vào dạng loài nguy cấp trong Sách Đỏ IUCN kể từ năm 2008, khi số lượng bị suy giảm nghiêm trọng và tiếp cận ngưỡng cực kỳ nguy cấp. Vào năm 2011, số lượng được cho là có 342 cá thể. Quần thể lớn nhất trên bán đảo Đông Dương sống ở Thái Lan ước tính khoảng 189 đến 252 cá thể. Có 85 cá thể ở Myanmar, và chỉ có 20 con hổ Đông Dương vẫn còn ở Việt Nam. Nó được coi là đã tuyệt chủng ở Campuchia.
Mối đe dọa chính đối với hổ Đông Dương là con người. Con người săn hổ hổ Đông Dương để sử dụng các bộ phận cơ thể của chúng cho trang sức và các loại thuốc đông y khác nhau. Loài hổ Đông Dương cũng đang phải đối mặt với tình trạng mất môi trường sống. Con người đang lấn chiếm môi trường sống tự nhiên của chúng, phát triển, phân mảnh và phá hủy đất đai. Tại Đài Loan, một cặp mắt hổ, được cho là để chống lại bệnh động kinh và sốt rét, có thể bán với giá 170 đô la. Ở Seoul, xương hổ, được cho là điều trị loét, thấp khớp và thương hàn, bán với giá 1.450 đô la mỗi pound. Ở Trung Quốc, việc buôn bán và sử dụng các bộ phận của hổ đã bị cấm vào năm 1993, nhưng điều đó đã không ngăn cản những kẻ săn trộm có thể kiếm được 50.000 đô la từ việc bán một bộ phận của một con hổ trên chợ đen. Với sự thịnh vượng ngày càng tăng ở các quốc gia nơi mà các bộ phận của hổ có giá trị rất lớn, nhu cầu cao.
Nằm ở bang Kachin của Myanmar, thung lũng Hukaung là khu bảo tồn hổ lớn nhất thế giới, và là nơi trú ngụ của dân số hổ còn lại của Myanmar. Từ năm 2006, chủ sở hữu giàu có của Tập đoàn Yuzana, Htay Myint, cùng với chính quyền địa phương đã chiếm đoạt hơn 200.000 mẫu Anh (81.000 ha) đất từ hơn 600 hộ gia đình trong thung lũng. Phần lớn cây đã bị chặt hạ và đất đai đã được chuyển đổi thành rừng trồng. Một số khu đất do Tổng công ty Yazana thực hiện đã được coi là hành lang quá cảnh của hổ. Đây là những vùng đất được cho là không bị ảnh hưởng bởi sự phát triển để cho phép những con hổ Đông Dương của vùng đi lại giữa những vùng đất được bảo vệ. Nội chiến tại Myanmar là một cuộc xung đột đang diễn ra kể từ năm 1948. Do cuộc nổi dậy năm 2011 từ Quân đội Độc lập Kachin chiếm một phần Thung lũng Hukaung, các mối đe dọa săn trộm nước ngoài đã không thể xâm nhập một cách an toàn. Không chỉ người nước ngoài bị hạn chế xâm nhập vào khu vực mà cả nhân viên kiểm lâm. Trong số những người bản địa, đặc biệt là những người nghèo khổ, hổ Đông Dương là một nguồn tài nguyên quý giá. Vì sự nguy hiểm của xung đột dân sự, các nhân viên kiểm lâm đã có một thời gian khó khăn để bảo vệ những con hổ khỏi dân bản địa. Vào đầu tháng 1 năm 2013, những tin đồn về việc ngừng bắn giữa chính phủ và các lực lượng nổi dậy bắt đầu lưu hành. Các nhà lãnh đạo của đất nước tin rằng một nghị quyết có thể đạt được vào đầu tháng 10 năm 2013. Không thể xác lập mình là một lực lượng bảo vệ trong khu vực, có lo ngại rằng những kẻ săn trộm nước ngoài sẽ bắt đầu quay trở lại khu vực sớm trước khi nhân viên kiểm lâm quay lại.
Mặc dù là bất hợp pháp, việc buôn bán các bộ phận con hổ trên thị trường chợ đen cung cấp cho nhiều kẻ săn trộm có thu nhập đáng kể. Trong khi nó là một hành vi bất hợp pháp, nhiều kẻ săn trộm vẫn buộc phải làm vì gia cảnh nghèo khó và có những lựa chọn hạn chế để có được một thu nhập đáng kể và ổn định.
Tại Việt Nam, gần như ¾ số hổ bị giết đều là nguồn cung cấp một số vị thuốc cho y học cổ truyền như cao hổ cốt. Từ 2005 đến 2010, đã có 105 vụ vi phạm pháp luật về bảo tồn hổ bị phát hiện, trong đó có một con hổ sống, 17 con hổ đông lạnh, còn lại là da xương và các bộ phận khác.

### Hậu quả
Trong suốt tất cả các hệ sinh thái mà chúng sinh sống, hổ là một loài động vật ăn thịt đầu bảng. Khi một động vật ăn thịt đầu bảng đang bị suy giảm hoặc thậm chí hoàn toàn bị tuyệt chủng khỏi một hệ sinh thái, có những hậu quả nghiêm trọng ảnh hưởng đến lưới thức ăn và phá vỡ quá trình hoạt động tiêu chuẩn của một hệ sinh thái. Những yếu tố này kiểm soát sự tăng trưởng và suy giảm số lượng cũng như tăng tính đa dạng loài.

## Trong điều kiện nuôi nhốt

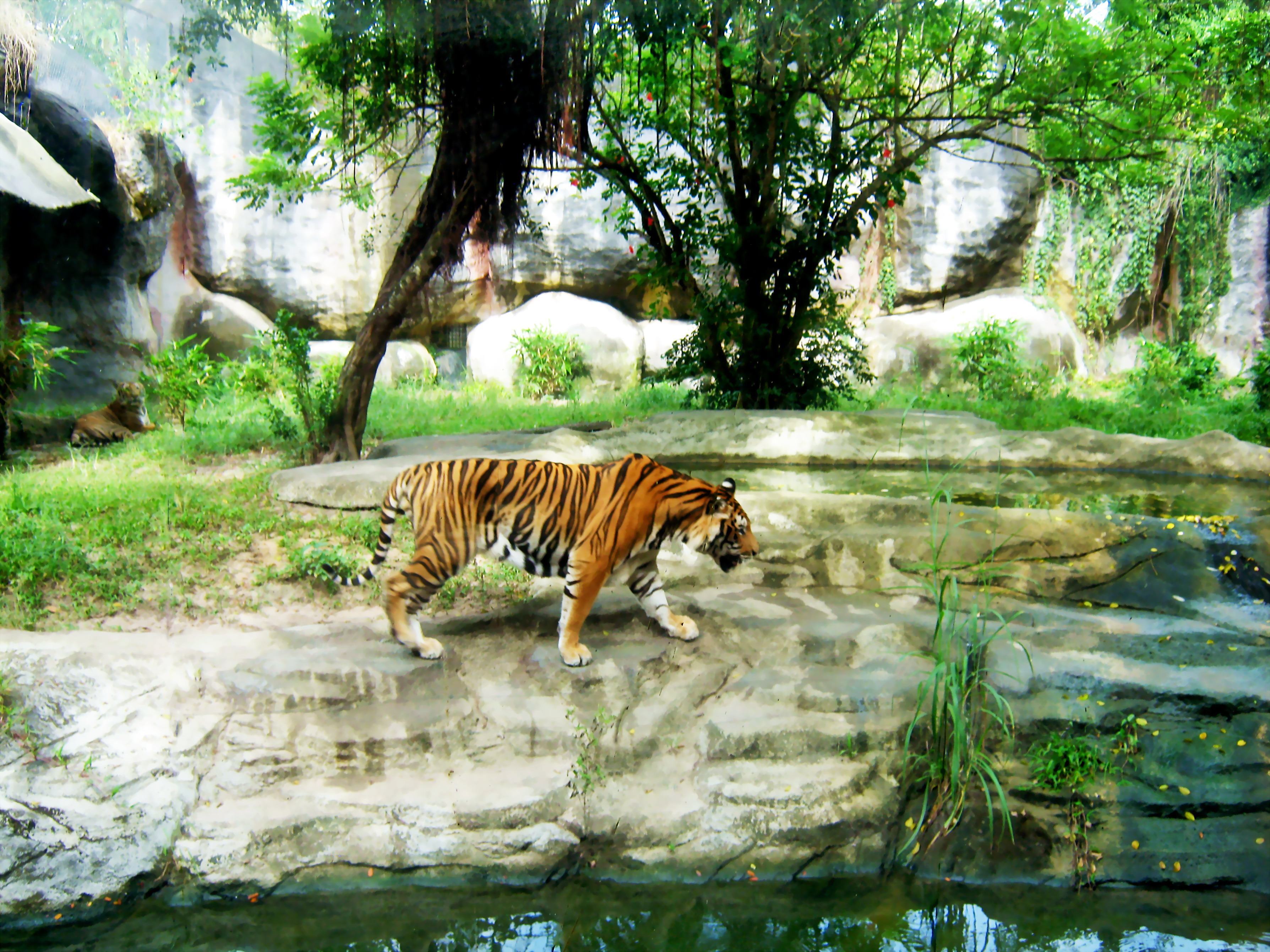
Hổ Đông Dương ở Khu du lịch Đại Nam.

Trong tất cả các phân loài hổ, loài hổ Đông Dương là loài ít được nuôi nhốt nhất và không phải là một phần của chương trình nhân giống phối hợp. Tính đến năm 2007, 14 cá thể đã được công nhận là hổ Đông Dương dựa trên phân tích di truyền của 105 loài hổ được nuôi nhốt ở 14 quốc gia.
Số lượng hổ sẽ rất khó gia tăng trừ khi con người có thể nhận thức rằng một con hổ còn sống có giá trị cao hơn một con hổ đã chết. Một số tổ chức và cá nhân đã bắt đầu thực hiện ý tưởng này và hy vọng sử dụng hổ như là con vật có sức hấp dẫn trong du lịch sinh thái. Ở Việt Nam, trái ngược với số lượng ngày càng suy giảm của quần thể hổ ngoài tự nhiên, ngày càng có nhiều cá thể hổ được bảo tồn trong điều kiện nuôi nhốt. Theo thống kê của Trung tâm Giáo dục Thiên nhiên Việt Nam (ENV), vào cuối năm 2014 có 174 cá thể hổ bị nuôi nhốt trong các trang trại và vườn thú, trung tâm cứu hộ trong cả nước Việt Nam. Trong thập niên 2010, số lượng hổ nuôi nhốt có đăng ký tại Việt Nam đã tăng từ 97 cá thể (năm 2010) lên tới 364 cá thể (2021) tại 22 cơ sở nuôi nhốt, chủ yếu là các trang trại và sở thú tư nhân. Tại khu vực tỉnh Bình Dương, Việt Nam, tính đến tháng 3 năm 2007 có khoảng 41 con hổ do một số tư nhân, tổ chức nuôi nhốt. Hiện tại, số hổ này vẫn tạm thời được giao cho các cá nhân và tổ chức này nuôi. Tuy nhiên, giá trị bảo tồn của chúng không cao do khó xác định nguồn gốc, và cũng không thể thả chúng trở lại vào rừng do chúng đã bị đánh mất bản năng sinh tồn.
Vườn thú ở khu du lịch Đại Nam thuộc tỉnh Bình Dương, Việt Nam là vườn thú có số lượng hổ Đông Dương rất đông do "mát tay" cho hổ đẻ. Lúc đầu vườn thú chỉ có chín con hổ (5 đực, bốn cái), không bao lâu, chúng nhân giống ra 15 con thế hệ F1, từ thế hệ F1 chúng tiếp tục sinh ra bốn con thế hệ F2. Hổ ở Đại Nam sinh sản rất nhanh, đến nỗi vườn thú phải hãm bớt.
Chùa Hổ hay còn gọi là chùa Wat Pha Luang Ta Bua là một ngôi chùa Phật giáo tọa lạc tại tỉnh Kanchanaburi, Thái Lan. Đây là ngôi chùa nổi tiếng vì nuôi nhiều hổ (đều thuộc phân loài hổ Đông Dương) với hình thức các nhà sư nuôi chúng, đây cũng là một địa điểm du lịch hấp dẫn. Chùa Hổ là một điểm đến hấp dẫn du khách tham quan, chụp ảnh cảnh sinh hoạt của hổ và cho hổ con uống sữa.
Cộng tác viên Jordan Schaul của Hội Địa lý Quốc gia (Hoa Kỳ) đã viết:
Trước khi chỉ định các phân loài Malay có khoảng 60 con hổ Đông Dương trong các vườn thú ở châu Á, châu Âu và Bắc Mỹ. Hiện nay có ít hơn một chút. Các vườn thú cam kết bảo tồn tính toàn vẹn di truyền của các phân loài tồn tại trong tự nhiên.

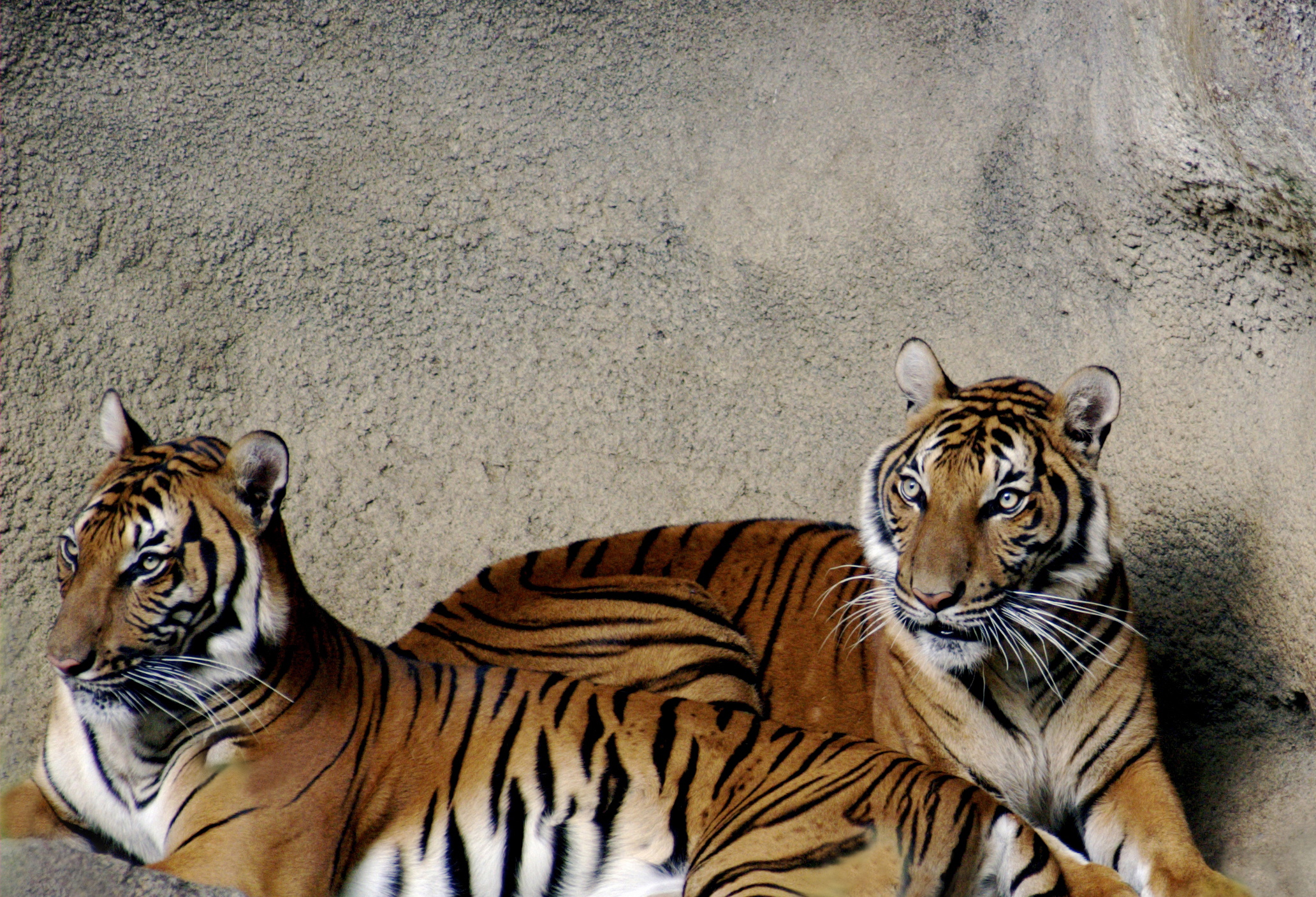
Hai cá thể hổ ở vườn thú Cincinnati, Hoa Kỳ
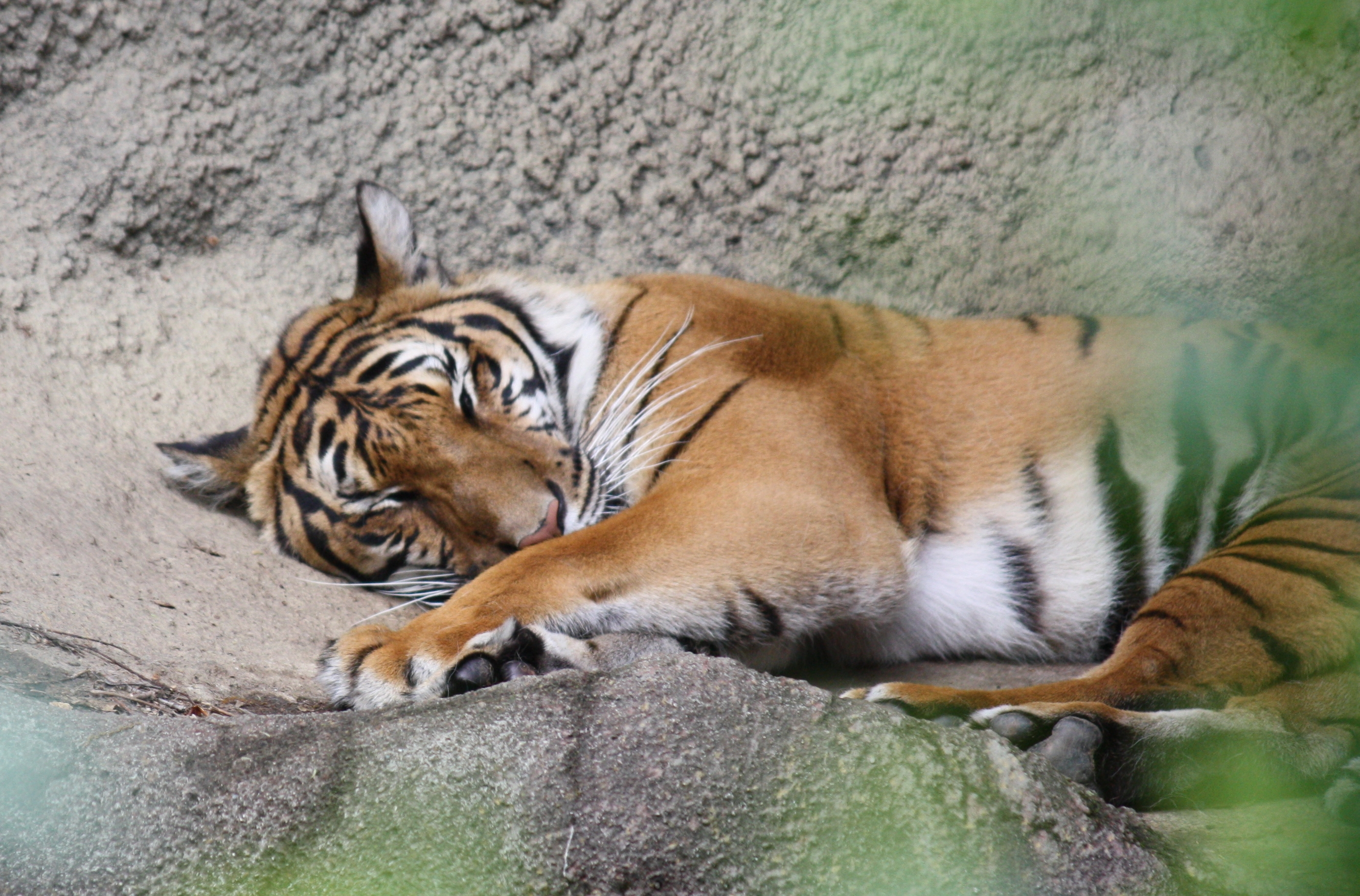
Ở vườn thú Cincinnati
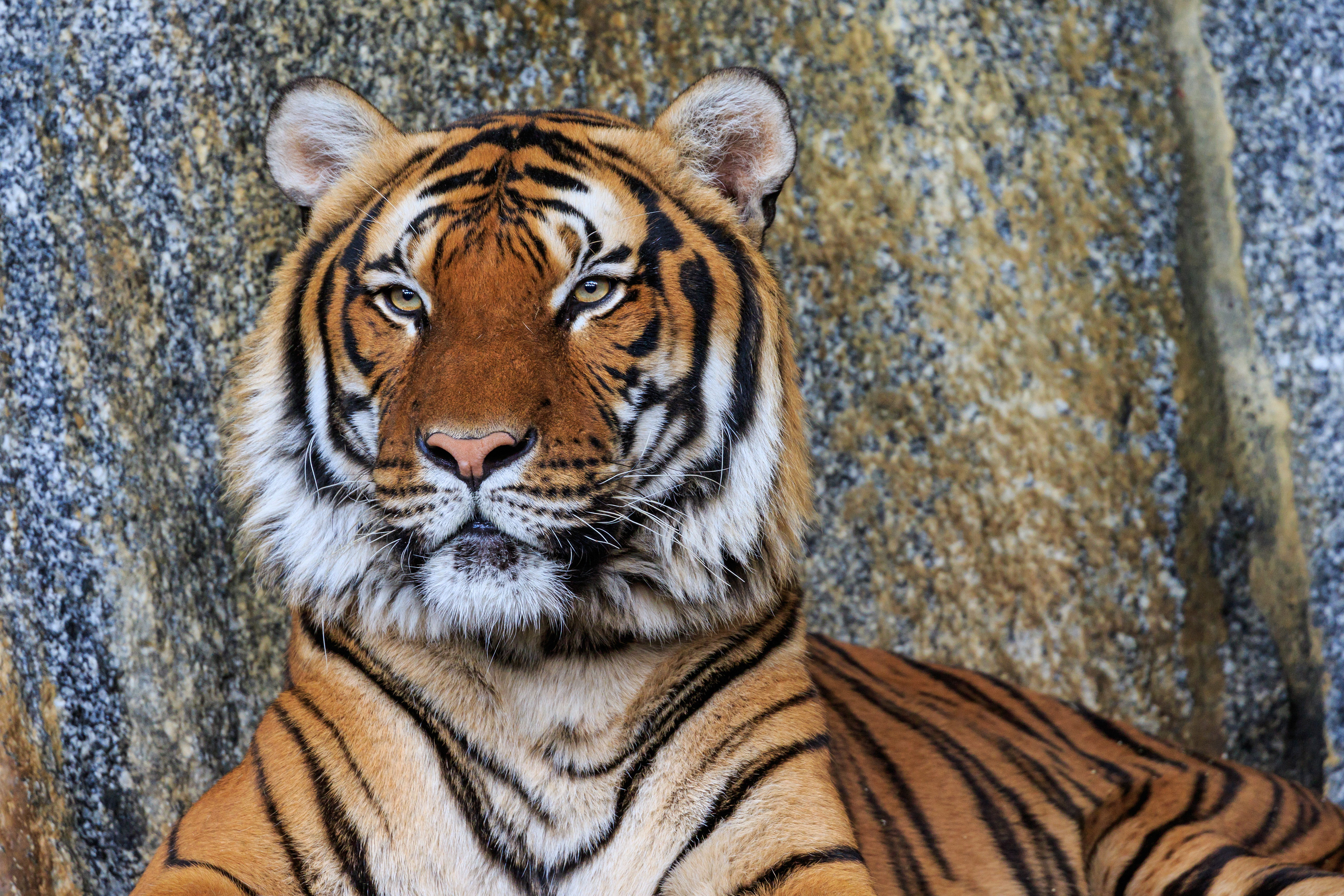
Ở vườn thú Tierpark
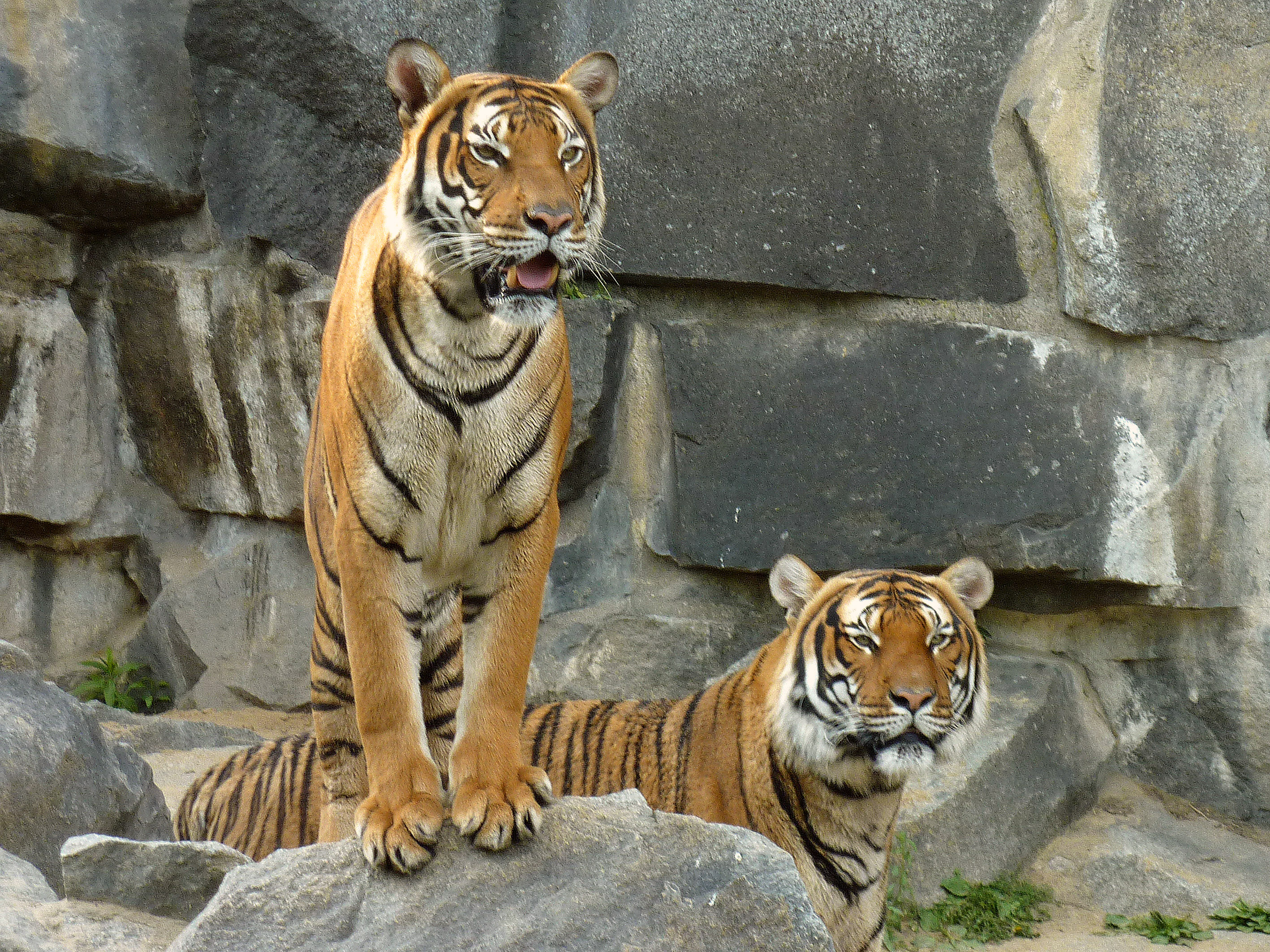
Hổ đực và hổ cái ở Tierpark